# Jungfrau (Typografie)
Jungfrau ist ein Begriff in der Typografie, der verwendet wird, um eine fertig gesetzte Seite als fehlerfrei zu kennzeichnen.
Jede gesetzte Seite für den Druck wird Korrektur gelesen. In einigen Druckereien gibt es dafür ausgebildete Mitarbeiter, die Korrektoren. Diese überprüfen den Text auf Rechtschreibung, Typografie und Satzregeln. Dazu markieren sie Fehlerhaftes im Satz. Wenn eine solch überprüfte Seite keine Fehler enthält, sind also auch keine Korrekturzeichen auf der Seite vorhanden und diese bleibt jungfräulich.

## Anlehnung in der Werbung
In der Werbung hat sich aus dem Fachbegriff Jungfrau das Jungfrauenwunder entwickelt, das ein absolut fehlerfreies Druckwerk bezeichnet. Da dieser Umstand in der Praxis so gut wie nie auftritt, verwendet man den Begriff jedoch meistens, um das Gegenteil, ein stark fehlerhaftes Druckwerk zu kommentieren: „Was hast du erwartet? Ein Jungfrauenwunder?“